# SERVQUAL量表
SERVQUAL量表，是由美國教授帕拉‧休拉曼、萊特‧漢毛爾及貝利（簡稱PZB）三人於1985年所提出的「服務品質概念模式」（PZB模式）中提及服務品質的十種屬性演化而來的。
PZB三位學者於1988年根據1985年提出的服務品質概念化模式，再做研究，抽樣及重新定義。將原有的10 個構面加以純化，整合為5個構面，稱之為「SERVQUAL」量表。

## PZB服务品质5构面
1988年PZB服务品质概念模式：
1. 可靠性（Reliability）：可信賴且正確的執行所承諾之服務能力。（傳遞承諾）
2. 回應性；反應性（Responsiveness）：（願意幫助顧客並提供迅速的服務。(樂意幫忙）
3. 確實性；保證性（Assurance）：員工的知識和禮貌以及他們激發顧客之信任與信心的能力。（激發信任與信心）
4. 同理心（Empathy）：關心給予顧客個別關懷—客製化。（給予顧客個別化的對待）
5. 有形性（Tangibles）：實體設施、人員和書面資料等外觀。（以實體代表服務）

## RATER
1988年，模型進一步縮減為5個維度，稱為 RATER (Responsiveness, Assurance, Tangibles, Empathy, Reliability)：
1. 回應性；反應性（Responsiveness）
2. 確實性；保證性（Assurance）
3. 有形性（Tangibles）
4. 同理心；移情性（Empathy）
5. 可靠性（Reliability）

並且沿著這些維度中的每一個測量客戶的期望和感知。